# Liste der Inseln von São Tomé und Príncipe

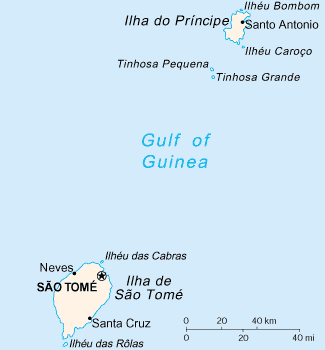
Karte mit den wichtigsten Inseln von São Tomé und Príncipe

Die  Liste der Inseln von São Tomé und Príncipe enthält die Inseln, aus denen der Staat São Tomé und Príncipe im Atlantik vor der Küste Westafrikas besteht. 
- Ilhéu Bom Bom
- Ilhéu das Cabras
- Ilhéu Caroço
- Pedras Tinhosas:
  - Tinhosa Grande
  - Tinhosa Pequena
- Príncipe
- Ilhéu das Rolas
- São Tomé

São Tomé und Príncipe sind die beiden namensgebenden und weitaus größten Inseln des Staates und neben der Insel Rolas die einzigen dauerhaft bewohnten. Die beiden Hauptinseln machen 99 % der Landmasse von etwa 1001 km² des Staates aus. Rolas, die drittgrößte Insel, erreicht gerade noch 3 km². 